# 鮑恩綬
鮑恩綬（?—?），安徽省徽州府歙縣人，清朝政治人物、進士出身。
光緒九年（1883年），参加癸未科殿試，登進士二甲63名。同年五月，著以内阁中书。